# The Night Lands
«The Night Lands» es el segundo episodio de la segunda temporada de la serie de fantasía medieval Game of Thrones de HBO. Tiene una duración de 51 minutos y se estrenó en 2 de abril de 2012 vía Internet por el servicio en línea de HBO GO en algunos países de Europa. Por televisión por suscripción se estrenó en Estados Unidos el 8 de abril de 2012. Fue escrito por sus creadores David Benioff y D. B. Weiss y dirigido por Alan Taylor. El episodio sigue con algunas de  las historias del capítulo anterior: la caravana que se dirigía al Muro es detenida por la Guardia de la Ciudad, el Consejo recibe la carta con los términos de la paz de parte de Robb Stark, Daenerys espera por el regreso de los jinetes que ha  enviado a explorar y Theon Greyjoy regresa a su hogar, las Islas del Hierro. "Las tierras de la noche" es el término usado en el lenguaje dothraki para muerte.

## Argumento

### En Desembarco del Rey
Tyrion Lannister (Peter Dinklage) regresa a sus habitaciones y encuentra a su amante  Shae (Sibel Kekilli) y a Lord Varys (Conleth Hill) conversando. Tyrion y Varys se amenazan sutilmente uno al otro: Varys amenaza con revelar la existencia de Shae y Tyrion con matarle a cambio. En una reunión de Consejo, la Reina Regente Cersei Lannister (Lena Headey) lee la carta enviada por Robb Stark (y la destruye) y además recibe una carta de La Guardia de La Noche que pide más hombres para la Guardia y alerta de los encuentros de sus hombres con los espectros. A excepción  de Tyrion, los miembros de Consejo no toman en serio la carta de La Guardia. Luego Tyrion cena con Lord Janos Slynt (Dominic Carter), el Lord Comandante de la Guardia de la Ciudad, donde discuten los problemas ocasionados por el reciente asesinato de los hijos bastardos de Robert Baratheon. Cuando Janos se niega a revelar quién ordenó la matanza, Tyrion lo detiene y lo exilia al Norte con La Guardia de La Noche y pasa el mando de La Guardia de La Ciudad a Bronn (Jerome Flynn). Cersei confronta a Tyrion sobre el exilio de Janos y éste descubre que la orden de asesinar a los bastardos no fue dada por Cersei, sino por Joffrey  Baratheon (Jack Gleeson). Tyrion le recuerda a su hermana que no será fácil gobernar a millones cuando estos te odian.

### En Rocadragón
Davos Seaworth (Liam Cunningham) y su   hijo, Matthos (Kerr Logan),  se las arreglan para convencer al pirata Salladhor Saan (Lucian Msamati) para el uso de sus naves en la flota de Stannis. Luego Davos y su hijo anuncian a Stannis que Salladhor se unirá a su flota con treinta navíos. Stannis Baratheon  (Stephen Dillane) ordena a Davos y a su hijo que dejen la habitación y Melisandre (Carice van Houten) seduce a Stannis con la promesa de un hijo varón si se entrega por completo al Señor de la Luz.

### En las Islas del Hierro
Theon Greyjoy (Alfie Allen) regresa a su hogar, pero queda decepcionado con su  recibimiento. Unos instantes después es recibido por una joven a la cual Theon no reconoce como su hermana Yara Greyjoy (Gemma Whelan). Ambos comparten caballo en su camino a Pyke y Theon comienza a seducirla. Más tarde recibe una fría bienvenida de su padre Balon Greyjoy (Patrick Malahide) al llegar al castillo. Theon presenta el plan de Robb que hará de su padre Rey de Las Islas del Hierro, pero éste se niega a unirse a los lobos. Balon tiene su propio plan para obtener su corona que incluye a su hija como la líder de su flota.

### Al otro lado del Mar Angosto
El caballo de Rakharo (Elyes Gabel) regresa con la cabeza de su dueño en una de las alforjas. Según Ser Jorah Mormont (Iain Glen) es un mensaje de alguno de los otros khal que no aceptan la idea de un khalasar liderado por una mujer. Daenerys Targaryen (Emilia Clarke) jura venganza mientras prepara una pira funeraria para Rakharo.

### En la Caravana
Dos hombres de La Guardia Real llegan a la caravana buscando al bastardo Gendry (Joe Dempsie). Sin embargo son echados por Yoren (Francis Magee) después de amenazar sus vidas. Más tarde Gendry le revela a Arya Stark (Maisie Williams) que él sabe que ella es una niña. Ella le revela que es Arya de la Casa Stark, tras saber que Gendry fue visitado por su padre, Eddard Stark.

### Más Allá del Muro
Samwell Tarly (John Bradley) ayuda a Gilly (Hannah Murray), una de las hijas de Craster, cuando es asustada por Fantasma. Sam pide a Jon Nieve (Kit Harington) que le ayude a llevar con ellos a Gilly, pero Jon se niega ya que sabe que ellos no se deben entrometer en los asuntos familiares de Craster. Gilly, que se encuentra embarazada, no revela por qué desea escaparse, pero Jon infiere que tiene algo que ver con Craster y sus hijos varones. Más tarde esa noche, Jon observa a Craster dirigirse al bosque con un recién nacido, lo sigue, pero solo lo ve regresar con las manos vacías. Escuchando un ruido, Jon se apresura a ir al lugar donde Craster dejó al bebé y para su asombro Jon ve, antes de caer desmayado por un golpe que le propina Craster, como un Caminante Blanco toma al niño y se lo lleva.

## Producción

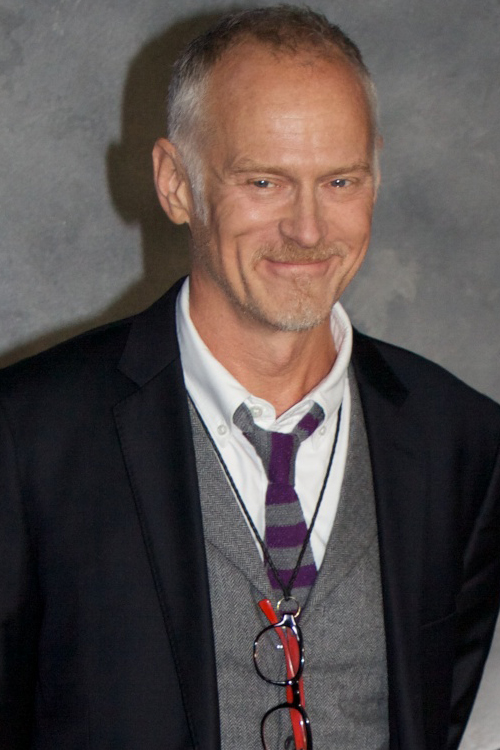
Alan Taylor, productor de la serie Juego de Tronos.

### Guion
El episodio fue escrito por David Benioff y D. B. Weiss, basados en el trabajo de George R. R. Martin en el segundo libro Choque de Reyes. Incluye los capítulos Arya II, Tyrion II, Arya III, Theon I, Tyrion III, parte de Tyrion V, y parte de Theon II. (O sea los capítulos 6, 9, 10, 12, 13, 16, 21 y 25 respectivamente).
Algunos de los personajes del libro fueron eliminados, y escenas que en el libro solo se infieren, en el episodio quedan explícitas como Craster enviando a su hijo con los Caminantes Blancos y las relaciones sexuales entre Stannis y Melisandre. Ambas fueron agregadas al episodio por los productores.

### Elenco
La familia de Theon Greyjoy aparece por primera vez en este episodio. Su padre, Balon Greyjoy, señor de Las Islas de Hierro, fue traído a la vida a manos del actor inglés Patrick Malahide. El papel de Yara fue renombrado del libro original, en el cual se llama Asha, para evitar la confusión entre los espectadores con el personaje de Osha (la salvaje en Invernalia). El personaje es interpretado por Gemma Whelan.  Después de ver a Gemma y a Alfie Allen actuar juntos, los productores de  la serie aseguraron que hacían  "un par de hermanos locamente buenos".

### Localizaciones del Rodaje
El episodio introduce una nueva localización, Pyke. Las escenas representando este lugar fueron filmadas en Lordsport Harbour en Ballintoy, en el Condado de Antrim, Nueva Irlanda.  La filmación en el puerto tuvo lugar los días 18, 19 y 22 de agosto, y desde el día 15 de ese mes la entrada al puerto estuvo restringida. Los pescadores locales tuvieron que atracar sus botes en otro puerto, pero fueron compensados por la producción.

## Recepción

### Audiencia
La audiencia del episodio se mantuvo muy parecida a la del episodio anterior. El número de espectadores en el estreno fue de 3.8 millones, solo un poco por debajo del récord de audiencia de la serie de 3.9 millones de espectadores.
El día antes de revelar el número de audiencia del episodio, HBO anunció la renovación de la serie con una tercera temporada.

### Crítica
El episodio recibió reseñas positivas de la crítica. Matt Fowler de IGN concedió  al episodio con un 8 de 10 y dijo que el episodio era "un satisfactorio seguimiento a la premiere lleno de sucesos no menos que monumentales".."  Todd VanDerWerff  de A.V. Club  le concedió un A- y comentó que "Este es un episodio fuerte y confidente de la serie, y nos lleva fácilmente desde la Llanura Roja a más allá del Muro y con Melisandre y Stannis teniendo sexo en una mesa gigante, al parecer sin sudar una gota".
James Hibberd de Entertainment Weekly comentó  que el  episodio "podría ser la hora más enfocado en el sexo hasta el momento".